# النصر للهند (فلم هندي)
النصر للهند (بالهندية: चक दे इंडिया) (بالإنجليزية: Chak De ! India) هو فيلم رياضي بوليودي هندي من إخراج شيميت أمين صدر بتاريخ 10 أغسطس 2007 بالهند. من بطولة شاه روخ خان.

## وصلات خارجية
- مقالات تستعمل روابط فنية بلا صلة مع ويكي بيانات
- النصر للهند (فيلم هندي) السينما.كوم